# 毒鮋魚
毒鮋魚（学名：Synanceia horrida）又稱毒鮋，為輻鰭魚綱鮋形目鮋亞目毒鮋科的其中一種，為熱帶海水魚，分布於印度溪太平洋區，包括中國、印度、菲律賓、印尼至澳洲海域，棲息深度0-40公尺，本魚體色通常為土色，背鰭硬棘13-14枚，背鰭軟條6枚，臀鰭硬棘3枚，臀鰭軟條5枚，體長可達60公分，棲息在沿岸礁石區及河口處，生活習性不明，為金氏世界紀錄毒性最強的魚類，可做為觀賞魚。